# جوزيف داي
جوزيف داي (بالإنجليزية: Joseph Dey) هو مسؤول رياضي وكاتب أمريكي، ولد في 17 نوفمبر 1907 في نورفولك في الولايات المتحدة، وتوفي في 3 مارس 1991 في لوكوست فالي في الولايات المتحدة.